# Paul Attwood
Paul Jason Attwood (* 13. Dezember 1969 in Buckingham) ist ein ehemaliger britischer Bobfahrer.

## Leben
Paul Attwood studierte von 1988 bis 1991 an der University of Plymouth Bauingenieurwesen und diente später als Soldat bei der Royal Marines. Nachdem Pilot Mark Tout 1996 positiv auf Anabole Steroide getestet wurde, wechselte Attwood in den Bob von Pilot Sean Olsson. Die neuformierte Crew konnte bei der Weltmeisterschaft 1997 den vierten Platz erreichen. Bei den Olympischen Winterspielen 1998 in Nagano  gewannen Sean Olsson und Paul Attwood zusammen mit Courtney Rumbolt und Dean Ward die Bronzemedaille im Viererbob-Wettkampf auf der Spiral. Bei seiner zweiten Olympiateilnahme in Salt Lake City 2002 belegte er mit Phil Harries, Dave McCalla und Pilot Lee Johnston den 14. Platz.